# Население Земли
Населе́ние Земли́ по состоянию на август 2025 года составляет 8,23 миллиарда человек.

Пирамида населения мира по континентальным группам, данные ООН 2023 года

Вплоть до 1970-х годов численность населения мира росла по гиперболическому закону; с 1988 года наблюдается замедление темпов роста, в 1990 году прирост составил 87,4 млн. Тем не менее численность населения в абсолютном выражении продолжает быстро увеличиваться (в 2002 году — на 74 млн, в 2014-м — на 87 млн), хотя относительный прирост в 2000-х годах сократился почти вдвое по сравнению с показателем 1963 года, когда он достиг пикового значения (2,2 % в год).
По данным ООН, в 1994—2014 годах количество людей старше 60 лет удвоилось, и уже в 2014 году количество пожилых людей в мире превысило число детей в возрасте до пяти лет. По данным Всемирной книги фактов ЦРУ доля населения Земли старше 65 лет по состоянию на 2024 год составляла 10,3 % (мужчин 370 253 736 чел./женщин 459 044 344 чел.), а доля детей младше 14 лет составляла 24,5 % (мальчиков 1 018 005 046 чел./девочек 958 406 907 чел.), в свою очередь доля трудоспособного (от 15 лет и до 64 лет) населения Земли составляла 65,2 % (мужчин 2 658 595 672 чел./женщин 2 592 930 538 чел.). 
По состоянию на 2024 год, по данным Всемирной книги фактов ЦРУ, страной с самой большой долей населения старше 65 лет является Япония (за исключением карликового государства Монако, где этот показатель составлял рекордные 37,1 % населения, имеющего в свою очередь самую маленькую в мире долю населения младше 14 лет — 9,1 % населения страны): 29,5 % населения Японии в этом году было старше 65 лет. По данным на тот же год страной с самой большой долей населения младше 14 лет является Нигер (49,5 % населения страны), где в то же время самая маленькая в мире доля трудоспособного (от 15 лет и до 64 лет) населения — 47,8 % населения страны. По данным на тот же год страной с самой большой долей трудоспособного (от 15 лет и до 64 лет) населения является Катар — 85,4 % населения страны; в этой стране самая маленькая в мире доля населения старше 65 лет — 1,5 % населения страны. По состоянию на 2024 год, по данным Всемирной книги фактов ЦРУ, население Японии имеет наибольший средний возраст среди населения всех стран мира — 49,9 лет; она является самым престарелым и одним из самых быстро стареющих в мире государством (за исключением Монако, где эти показатели выше из-за большого количества богатых и пожилых иммигрантов).
В 2009 году впервые за историю человечества численность городского населения сравнялась с численностью сельского, составив 3,4 млрд человек. И далее ожидается, что всё бо́льшая часть мирового населения будет представлена горожанами (то есть городское население продолжит расти быстрее, чем население мира в целом). По состоянию на 2023 год, 57,5 % населения Земли проживало в городах, а в 2050 году, по среднему варианту прогноза ООН, в городах будет проживать уже 68,6 % населения Земли.
По данным Всемирного банка, население Земли на 2021 год составляло 7,888 млрд.
По Worldometer, 15 ноября 2022 года население Земли достигло 8 млрд.
В 2020 году 59,5 % населения мира проживало в Азии, 17,2 % — в Африке, 9,6 % — в Европе, 8,4 % — в Латинской Америке, 4,7 % — в Северной Америке, 0,5 % — в Океании. В 2050 году, по среднему варианту прогноза ООН, 55,8 % населения мира будет проживать в Азии, 26,3 % — в Африке, 8,0 % — в Латинской Америке, 7,5 % — в Европе, 4,5 % — в Северной Америке, 0,6 % — в Океании.
Учёные из ООН и Вашингтонского университета в 2014 году считали, что население Земли к 2100 году составит 11 млрд человек. По более поздней (2020 год) оценке учёных из Вашингтонского университета, население Земли в 2100 году составит 8,8 млрд человек.
Самое крупное в мире государство по численности населения — Индия, которая обогнала Китай в первой половине 2023 года, на втором месте после неё — Китай; до 1991 года третьим по численности населения был СССР, а после его распада третьими стали США, которые после 2006 года имели население более 300 млн чел. (больше, чем страны постсоветского пространства вместе взятые); Индонезия и Пакистан занимают четвёртое и пятое места по численности населения; Нигерия, Бразилия, Бангладеш и Россия занимают шестое, седьмое, восьмое и девятое места соответственно.

## История
Долгое время численность населения Земли росла весьма медленно. Примерно за 10 тысяч лет до нашей эры население мира, как предполагается, было менее 5 млн человек. К началу новой эры людей в мире было около 200 миллионов. К началу XVIII века численность населения мира увеличилась до 610 миллионов, а уже в начале XIX века превысила 1 миллиард.

Рост населения по регионам мира с 1950 года

С середины XIX века темпы роста населения значительно возросли, что было связано с тем, что продолжительность жизни людей существенно увеличилась. Это было связано с улучшением питания, развитием санитарии и медицины. При этом рождаемость сначала оставалась по-прежнему высокой. Так начался демографический переход.
Среднегодовой темп прироста мирового населения увеличился в 1851—1870 годах с 0,1 % до более чем 0,5 % и к 1900 году превысил 1 %. В 1925 году численность населения мира превысила 2 млрд человек. К середине 1950-х годов среднегодовой темп прироста мирового населения достиг 1,8 %. Численность населения Земли достигла 3 млрд. в 1955 году, а 4 млрд. — уже в 1974 году.
Таким образом, понадобилось 10 000 лет, чтобы число жителей планеты выросло с 5 млн до 1 млрд человек (1800 год), чтобы удвоить население до 2 млрд человек понадобилось ещё 125 лет (1925 год), и лишь 50 лет, чтобы удвоить это число вновь до 4 млрд человек (1975 год), что дало повод говорить о демографическом взрыве. После десятилетий очень быстрого роста населения в мире возникли опасения, что рост населения выходит из-под контроля: прекращения роста не видно. С 1950 года общее число детей в возрасте до 15 лет быстро увеличивалось — с 0,87 млрд до 1,96 млрд в 2018 году. Это необычный момент в мировой истории. В прошлом детская смертность была чрезвычайно высокой, и только двое детей на одну женщину достигали совершеннолетия — если бы выжило больше, численность населения Земли не была бы стабильной. Это также означает, что расширенная многодетная семья, которую мы часто связываем с прошлым, была лишь недолгим моментом в жизни семей, из-за высокой смертности детей.
В 1971 году среднегодовой темп прироста мирового населения достиг пика (2,1 %), затем этот показатель упал до 1,6 % к 1982 году. В 1983 году он увеличился до 1,9 %, но с тех пор он непрерывно снижался.
Падение темпов роста населения связано со снижением рождаемости: если в 1950-х и 1960-х годах коэффициент суммарной рождаемости в мире составлял 5 рождений на одну женщину, то к 2022 году он упал до 2,4. Рождаемость снизилась, прежде всего, в богатых странах — из-за доступа женщин к образованию, работе по найму и контрацепции. В бедных же странах темпы роста населения по-прежнему весьма высоки.
Увеличение численности населения мира в 7 раз за два столетия усилило воздействие человечества на окружающую среду. Обеспечение пространства, продовольствия и ресурсов для большого населения мира таким образом, чтобы оно было устойчивым в отдалённом будущем, без сомнения, является одной из серьёзных проблем для современного поколения. Рост населения всё ещё является достаточно высоким: каждый год рождается 140 миллионов и умирает 58 миллионов человек, прирост населения каждый год составляет 82 миллиона человек.
Глобальный коэффициент суммарной рождаемости составлял 5 детей на женщину в конце 1960-х годов и с тех пор сократился вдвое. До 1950 года в «более развитых регионах» уровень рождаемости уже снизился до менее 3 детей на одну женщину. Затем, в 1960-х годах, уровень рождаемости в «менее развитых регионах» тоже начал падать, а ещё через десять лет уровень рождаемости в «наименее развитых регионах» также начал снижаться. Поскольку здравоохранение во всём мире быстро улучшается, ожидаемая продолжительность жизни также быстро увеличивается. В прошлом показатели смертности были настолько высоки, что сдерживали рост населения Земли. Но в XXI веке это уже не так. В XXI веке высокий рост населения происходит там, где высокая детская смертность. Главный парадокс заключается в том, что детская смертность прямо пропорционально коррелирует с ростом населения. Там, где детская смертность высока, население быстро растёт. Основная причина этой корреляции заключается в том, что уровень детской смертности высок там, где высокая рождаемость. Там, где коэффициент суммарной рождаемости высок, темпы роста населения высоки. Рост численности населения заканчивается, когда показатели рождаемости снижаются.
К концу XXI века, когда глобальный рост населения упадёт до 0,1 % в соответствии с прогнозом ООН, мир будет очень близок к концу демографического перехода. Трудно прогнозировать изменение населения Земли после 2100 года; это будет зависеть от уровня рождаемости. Главный вопрос состоит в том, будет ли коэффициент суммарной рождаемости превышать уровень воспроизводства населения (2,1 рождения на одну женщину). Мир вступает в последний этап демографического перехода, и это означает, что за XX век население планеты Земля увеличилось в четыре раза, но в течение XXI века оно больше не удвоится. Великий глобальный демографический переход, в который мир вступил более двух веков назад, подходит к концу: это новое равновесие отличается от того, что было в прошлом, когда именно очень высокая смертность сдерживала рост населения. Новым балансом, сдерживающим рост населения мира, будет низкая рождаемость, сохраняющая небольшие изменения в размере населения Земли. Демографическое будущее населения Земли будет напоминать её прошлое, за исключением того, что дети не умирают в таком количестве, но также и не рождаются в таком количестве.
| Год            | Общее     | Африка    | Азия      | Европа  | Центральная и Южная Америка | Северная Америка | Австралия и Океания |
| -------------- | --------- | --------- | --------- | ------- | --------------------------- | ---------------- | ------------------- |
| 8000 до н. э.  | 5000      | 700       | 2000      | 2000    | 100                         | 100              | 100                 |
| 4000 до н. э.  | 50 000    | 5000      | 26 000    | 12 000  | -                           | -                | -                   |
| 1000 до н. э.  | 100 000   | 11 000    | 56 000    | 23 000  | -                           | -                | -                   |
| 500 до н. э.   | 150 000   | 17 000    | 84 000    | 40 000  | -                           | -                | --                  |
| 1 н. э.        | 300 000   | 35 000    | 170 000   | 65 000  | 20 000                      | 5000             | 5000                |
| 1000           | 400 000   | 70 000    | 240 000   | 60 000  | 20 000                      | 5000             | 5000                |
| 1750           | 800 000   | 105 000   | 483 000   | 184 000 | 16 000                      | 2000             | 5000                |
| 1800           | 1 000 000 | 108 000   | 656 000   | 200 000 | 24 000                      | 7000             | 5000                |
| 1850           | 1 262 000 | 111 000   | 806 000   | 276 000 | 38 000                      | 26 000           | 5000                |
| 1900           | 1 656 000 | 133 000   | 961 000   | 400 000 | 74 000                      | 82 000           | 6000                |
| 1950           | 2 518 629 | 221 214   | 1 390 488 | 555 403 | 167 097                     | 171 616          | 12 812              |
| 1955           | 2 755 823 | 246 746   | 1 546 947 | 570 184 | 190 797                     | 186 884          | 14 265              |
| 1960           | 3 021 475 | 277 398   | 1 711 336 | 594 401 | 218 300                     | 204 152          | 15 888              |
| 1965           | 3 334 874 | 313 744   | 1 914 424 | 619 026 | 250 452                     | 219 570          | 17 657              |
| 1970           | 3 692 492 | 357 283   | 2 163 118 | 635 855 | 284 856                     | 231 937          | 19 443              |
| 1975           | 4 068 109 | 408 160   | 2 417 512 | 650 542 | 321 906                     | 243 425          | 21 564              |
| 1980           | 4 434 682 | 469 618   | 2 662 335 | 655 431 | 361 401                     | 256 068          | 22 828              |
| 1985           | 4 830 979 | 541 814   | 2 922 552 | 660 009 | 401 469                     | 269 456          | 24 678              |
| 1990           | 5 263 593 | 622 443   | 3 207 807 | 665 582 | 441 525                     | 283 549          | 26 687              |
| 1995           | 5 674 380 | 707 462   | 3 475 052 | 670 405 | 481 099                     | 299 438          | 28 924              |
| 2000           | 6 070 581 | 795 671   | 3 729 737 | 675 000 | 520 229                     | 315 915          | 31 043              |
| 2005           | 6 343 628 | 896 964   | 3 832 508 | 670 722 | 558 281                     | 332 156          | 32 998              |
| 2013           | 7 162 119 | 1 136 635 | 4 352 723 | 662 452 | 616 644                     | 355 361          | 38 304              |
| 2030 (прогноз) | 8 511 000 | 1 750 000 | 4 970 000 | 640 000 | 711 000                     | 395 000          | 45 000              |
| 2050 (прогноз) | 9 450 000 | 2 420 000 | 5 230 000 | 600 000 | 750 000                     | 400 000          | 50 000              |
| 2080 (прогноз) | 9 741 000 | -         | -         | -       | -                           | -                | -                   |
| 2100 (прогноз) | 9 551 000 | -         | -         | -       | -                           | -                | -                   |

Примечание:
Так как авторы прогнозов численности населения (Бюро переписи населения США) постоянно корректируют свои прогнозы в соответствии с меняющейся демографической ситуацией в разных странах, то прогнозные цифры в таблице могут незначительно отличаться от текущих данных источника.

## Миллиарды
По оценкам фонда ООН в области народонаселения, население планеты составляло следующую численность:
- 1 миллиард — 1804 год;
- 2 миллиарда — 1927 год;
- 3 миллиарда — 1960 год;
- 4 миллиарда — 1974 год;
- 5 миллиардов — 11 июля 1987 года;
- 6 миллиардов — 12 октября 1999 года, «День шести миллиардов»[31];
- 7 миллиардов — 31 октября 2011 года, «День семи миллиардов»[32];
- 8 миллиардов — 15 ноября 2022 года, «День восьми миллиардов»[33];
- Если динамика роста численности не претерпит разительных изменений, то рубеж в 9 миллиардов человек будет преодолён примерно к 2035 году[34][34][35], а в 10 миллиардов — к 2058 году[36].

Фонд проводит символические мероприятия, условно объявляя определённых детей пяти-, шести- или семимиллиардным жителем планеты.
В октябре 2011 года несколько стран заявляли о рождении семимиллиардного человека планеты, однако эксперты Международного института прикладного системного анализа в Лаксенбурге (Австрия) отмечали, что рубеж в 7 миллиардов человек будет преодолён между июлем 2012 и апрелем 2013 года. В ООН также отмечают, что невозможно точно знать, где родился «юбилейный младенец». Именно поэтому от практики называть таковым конкретного ребёнка было решено отказаться.
По приблизительной оценке Петера Грюнвальда, специалиста по статистике нидерландского Центра математики и информатики, за всю историю человечества, которая началась 162 тысячи лет назад, на Земле было рождено более 107 миллиардов человек.

## Население по континентам по данным Организации Объединённых Наций
| Регион                                               | 2024 (процент)          | 2050 (процент)          | 2100 (процент)          |
| ---------------------------------------------------- | ----------------------- | ----------------------- | ----------------------- |
| Субсахарская Африка                                  | 1 243 010 000 (15,23 %) | 2 093 622 000 (21,66 %) | 3 351 459 000 (32,92 %) |
| Центральная Азия и Южная Азия                        | 2 146 282 000 (26,3 %)  | 2 619 450 000 (27,1 %)  | 2 639 257 000 (25,93 %) |
| Восточная Азия и Юго-Восточная Азия                  | 2 351 265 000 (28,81 %) | 2 241 608 000 (23,19 %) | 1 448 797 000 (14,23 %) |
| Европа, Северная Америка, Австралия и Новая Зеландия | 1 162 306 000 (12,08 %) | 1 167 870 000 (13,26 %) | 1 116 173 000 (10,96 %) |
| Северная Африка и Западная Азия                      | 581 482 000 (7,12 %)    | 792 346 000 (8,12 %)    | 987 038 000 (9,7 %)     |
| Латинская Америка и Карибский бассейн                | 663 466 000 (8,13 %)    | 730 057 000 (7,55 %)    | 613 447 000 (6,03 %)    |
| Океания                                              | 46 089 000 (0,56 %)     | 57 688 000 (0,6 %)      | 72 946 000 (0,72 %)     |
| Мир                                                  | 8 161 973 000           | 9 664 379 000           | 10 180 161 000          |

Список стран с прогнозируемым населением более 30 миллионов человек к 2100 году, по прогнозу уровня прироста населения в процентах в период с 1 июля 2024 года по 1 июля 2100 года. Приведён средний вариант прогноза департамента по экономическим и социальным вопросам ООН, от 11 июля 2024 года.
| Страна            | 2024          | 2100          | Рост (%) |
| ----------------- | ------------- | ------------- | -------- |
| Ангола            | 37 886 000    | 150 046 000   | 296      |
| ДР Конго          | 109 276 000   | 430 709 000   | 294      |
| Танзания          | 68 560 000    | 262 835 000   | 283      |
| Сомали            | 19 009 000    | 67 364 000    | 254      |
| Чад               | 20 299 000    | 69 547 000    | 243      |
| Нигер             | 27 032 000    | 90 819 000    | 236      |
| Кот-д’Ивуар       | 31 934 000    | 104 043 000   | 226      |
| Мали              | 24 479 000    | 79 354 000    | 224      |
| Афганистан        | 42 647 000    | 130 217 000   | 205      |
| Камерун           | 29 124 000    | 88 876 000    | 205      |
| Замбия            | 21 315 000    | 64 474 000    | 202      |
| Мозамбик          | 34 632 000    | 104 347 000   | 201      |
| Эфиопия           | 132 060 000   | 367 290 000   | 178      |
| Бенин             | 14 463 000    | 39 588 000    | 174      |
| Малави            | 21 655 000    | 59 141 000    | 173      |
| Йемен             | 40 583 000    | 110 036 000   | 171      |
| Судан             | 50 449 000    | 136 891 000   | 171      |
| Бурунди           | 14 048 000    | 37 874 000    | 170      |
| Мадагаскар        | 31 965 000    | 85 341 000    | 167      |
| Сенегал           | 18 502 000    | 47 014 000    | 154      |
| Уганда            | 50 015 000    | 120 835 000   | 142      |
| Руанда            | 14 257 000    | 32 779 000    | 130      |
| Зимбабве          | 16 634 000    | 37 167 000    | 123      |
| Ирак              | 46 042 000    | 100 649 000   | 119      |
| Гвинея            | 14 755 000    | 32 007 000    | 117      |
| Буркина-Фасо      | 23 549 000    | 49 854 000    | 112      |
| Саудовская Аравия | 33 963 000    | 71 007 000    | 109      |
| Нигерия           | 232 679 000   | 476 748 000   | 105      |
| Кения             | 56 433 000    | 104 196 000   | 105      |
| Узбекистан        | 36 362 000    | 74 350 000    | 104      |
| Пакистан          | 251 269 000   | 511 001 000   | 103      |
| Гана              | 34 427 000    | 67 548 000    | 96       |
| Сирия             | 24 673 000    | 43 687 000    | 77       |
| Египет            | 116 538 000   | 201 895 000   | 73       |
| Казахстан         | 20 593 000    | 33 672 000    | 64       |
| Австралия         | 26 713 000    | 43 144 000    | 62       |
| ЮАР               | 64 007 000    | 94 314 000    | 47       |
| Алжир             | 46 814 000    | 64 488 000    | 38       |
| Канада            | 39 742 000    | 53 612 000    | 35       |
| Малайзия          | 35 558 000    | 44 026 000    | 24       |
| США               | 345 427 000   | 421 279 000   | 22       |
| Бангладеш         | 173 562 000   | 208 597 000   | 20       |
| Перу              | 34 218 000    | 38 163 000    | 12       |
| Великобритания    | 69 138 000    | 74 305 000    | 7        |
| Непал             | 29 651 000    | 31 831 000    | 7        |
| Индия             | 1 450 936 000 | 1 505 252 000 | 4        |
| Индонезия         | 283 488 000   | 295 511 000   | 4        |
| Франция           | 66 549 000    | 68 485 000    | 3        |
| Мексика           | 130 861 000   | 130 249 000   | −1       |
| Филиппины         | 115 844 000   | 114 222 000   | −1       |
| Марокко           | 38 081 000    | 37 884 000    | −1       |
| Вьетнам           | 100 988 000   | 91 705 000    | −9       |
| Мьянма            | 54 500 000    | 49 659 000    | −9       |
| Колумбия          | 52 886 000    | 47 081 000    | −11      |
| Россия            | 144 820 000   | 126 387 000   | −13      |
| Иран              | 91 568 000    | 80 045 000    | −13      |
| Германия          | 84 552 000    | 70 900 000    | −16      |
| Аргентина         | 45 696 000    | 38 256 000    | −16      |
| Бразилия          | 211 999 000   | 163 364 000   | −23      |
| Турция            | 87 474 000    | 65 338 000    | −25      |
| Испания           | 47 911 000    | 33 127 000    | −31      |
| Таиланд           | 71 668 000    | 45 555 000    | −36      |
| Япония            | 123 753 000   | 76 846 000    | −38      |
| Италия            | 59 343 000    | 35 377 000    | −40      |
| Китай             | 1 419 321 000 | 633 368 000   | −55      |

### Население мира, 1 год н. э. — 1998 (в тысячах)
Источник: Мэддисон и другие. (Гронингенский университет).
| Год                                          | 1       | 1000    | 1500    | 1600    | 1700    | 1820      | 1870      | 1913      | 1950      | 1973      | 1998      |
| -------------------------------------------- | ------- | ------- | ------- | ------- | ------- | --------- | --------- | --------- | --------- | --------- | --------- |
| Западная Европа                              | 24 700  | 25 413  | 57 268  | 73 778  | 81 460  | 132 888   | 187 532   | 261 007   | 305 060   | 358 390   | 388 399   |
| Восточная Европа (за исключением стран СССР) | 4750    | 6500    | 13 500  | 16 950  | 18 800  | 36 415    | 52 182    | 79 604    | 87 289    | 110 490   | 121 006   |
| Бывший СССР                                  | 3900    | 7100    | 16 950  | 20 700  | 26 550  | 54 765    | 88 672    | 156 192   | 180 050   | 249 748   | 290 866   |
| Вся Европа (включая страны СССР)             | 33 350  | 39 013  | 87 718  | 111 428 | 126 810 | 224 068   | 328 386   | 496 803   | 572 399   | 718 628   | 800 271   |
| США                                          | 680     | 1300    | 2000    | 1500    | 1000    | 9981      | 40 241    | 97 606    | 152 271   | 212 909   | 279 040   |
| Другие западные ответвления                  | 490     | 660     | 800     | 800     | 750     | 1249      | 5892      | 13 795    | 23 823    | 39 036    | 52 859    |
| Всего западных ответвлений                   | 1170    | 1960    | 2800    | 2300    | 1750    | 11 230    | 46 133    | 111 401   | 176 094   | 250 945   | 323 420   |
| Мексика                                      | 2200    | 4500    | 7500    | 2500    | 4500    | 6 587     | 9 219     | 14 970    | 28 485    | 57 643    | 98 553    |
| Другие страны Латинской Америки              | 3400    | 6 900   | 10 000  | 6 100   | 7 550   | 14 633    | 30 754    | 65 545    | 137 352   | 250 807   | 409 070   |
| Итого Латинская Америка                      | 5600    | 11 400  | 17 500  | 8 600   | 12 050  | 21 220    | 39 973    | 80 515    | 165 837   | 308 450   | 507 623   |
| Япония                                       | 3000    | 7500    | 15 400  | 18 500  | 27 000  | 31 000    | 34 437    | 51 672    | 83 563    | 108 660   | 126 469   |
| Китай                                        | 59 600  | 59 000  | 103 000 | 160 000 | 138 000 | 381 000   | 358 000   | 437 140   | 546 815   | 881 940   | 1 242 700 |
| Индия                                        | 75 000  | 77 000  | 113 000 | 145 000 | 201 000 | 209 000   | 239 000   | 319 000   | 362 000   | 549 000   | 1 029 000 |
| Другие страны Азии                           | 36 600  | 41 400  | 55 400  | 65 000  | 71 800  | 89 366    | 119 619   | 185 092   | 392 481   | 677 214   | 1 172 243 |
| Итого Азия (без учёта Японии)                | 171 200 | 175 400 | 268 400 | 360 000 | 374 800 | 679 366   | 730 619   | 925 932   | 1 298 296 | 2 139 154 | 3 389 943 |
| Африка                                       | 16 500  | 33 000  | 46 000  | 55 000  | 61 000  | 74 208    | 90 466    | 124 697   | 228 342   | 387 645   | 759 954   |
| Мир (итого)                                  | 230 820 | 268 273 | 437 818 | 555 828 | 603 410 | 1 041 092 | 1 270 014 | 1 791 020 | 2 524 531 | 3 913 482 | 5 907 680 |

### Пропорции населения мира, 1 н. э. — 1998 (% от мирового населения)
Источник: Мэддисон и другие. (Гронингенский университет).
| Год                                         | 1     | 1000  | 1500  | 1600  | 1700  | 1820  | 1870  | 1913  | 1950  | 1973  | 1998  |
| ------------------------------------------- | ----- | ----- | ----- | ----- | ----- | ----- | ----- | ----- | ----- | ----- | ----- |
| Западная Европа                             | 10,7  | 9,5   | 13,1  | 13,3  | 13,5  | 12,8  | 14,8  | 14,6  | 12,1  | 9,2   | 6,6   |
| Западная Европа (за исключением стран СССР) | 2,1   | 2,4   | 3,1   | 3,0   | 3,1   | 3,5   | 4,1   | 4,4   | 3,5   | 2,8   | 2,0   |
| Бывший СССР                                 | 1,7   | 2,6   | 3,9   | 3,7   | 4,4   | 5,3   | 7,0   | 8,7   | 7,1   | 6,4   | 4,9   |
| Вся Европа (включая страны СССР)            | 14,5  | 14,5  | 20,1  | 20,0  | 21,0  | 21,6  | 25,9  | 27,7  | 22,7  | 18,4  | 13,5  |
| США                                         | 0,3   | 0,5   | 0,5   | 0,3   | 0,2   | 1,0   | 3,2   | 5,4   | 6,0   | 5,4   | 4,6   |
| Другие западные ответвления                 | 0,2   | 0,2   | 0,2   | 0,1   | 0,1   | 0,1   | 0,5   | 0,8   | 0,9   | 1,0   | 0,9   |
| Всего западных ответвлений                  | 0,5   | 0,7   | 0,6   | 0,4   | 0,3   | 1,1   | 3,6   | 6,2   | 7,0   | 6,4   | 5,5   |
| Мексика                                     | 1,0   | 1,7   | 1,7   | 0,4   | 0,7   | 0,6   | 0,7   | 0,8   | 1,1   | 1,5   | 1,7   |
| Другие страны Латинской Америки             | 1,5   | 2,6   | 2,3   | 1,1   | 1,3   | 1,4   | 2,4   | 3,7   | 5,4   | 6,4   | 6,9   |
| Итого Латинская Америка                     | 2,4   | 4,2   | 4,0   | 1,5   | 2,0   | 2,0   | 3,1   | 4,5   | 6,6   | 7,9   | 8,6   |
| Япония                                      | 1,3   | 2,8   | 3,5   | 3,3   | 4,5   | 3,0   | 2,7   | 2,9   | 3,3   | 2,8   | 2,1   |
| Китай                                       | 25,8  | 22,0  | 23,5  | 28,8  | 22,9  | 36,6  | 28,2  | 24,4  | 21,7  | 22,5  | 21,0  |
| Индия                                       | 32,5  | 28,0  | 25,1  | 24,3  | 27,3  | 20,1  | 19,9  | 17,0  | 14,2  | 14,8  | 16,5  |
| Другие страны Азии                          | 15,9  | 15,4  | 12,7  | 11,7  | 11,9  | 8,6   | 9,4   | 10,3  | 15,5  | 17,3  | 19,8  |
| Итого Азия (без учёта Японии)               | 74,2  | 65,4  | 61,3  | 64,8  | 62,1  | 65,3  | 57,5  | 51,7  | 51,4  | 54,7  | 57,4  |
| Африка                                      | 7,1   | 12,3  | 10,5  | 9,9   | 10,1  | 7,1   | 7,1   | 7,0   | 9,0   | 9,9   | 12,9  |
| Мир                                         | 100.0 | 100.0 | 100.0 | 100.0 | 100.0 | 100.0 | 100.0 | 100.0 | 100.0 | 100.0 | 100.0 |

## Крупнейшие по населению страны мира

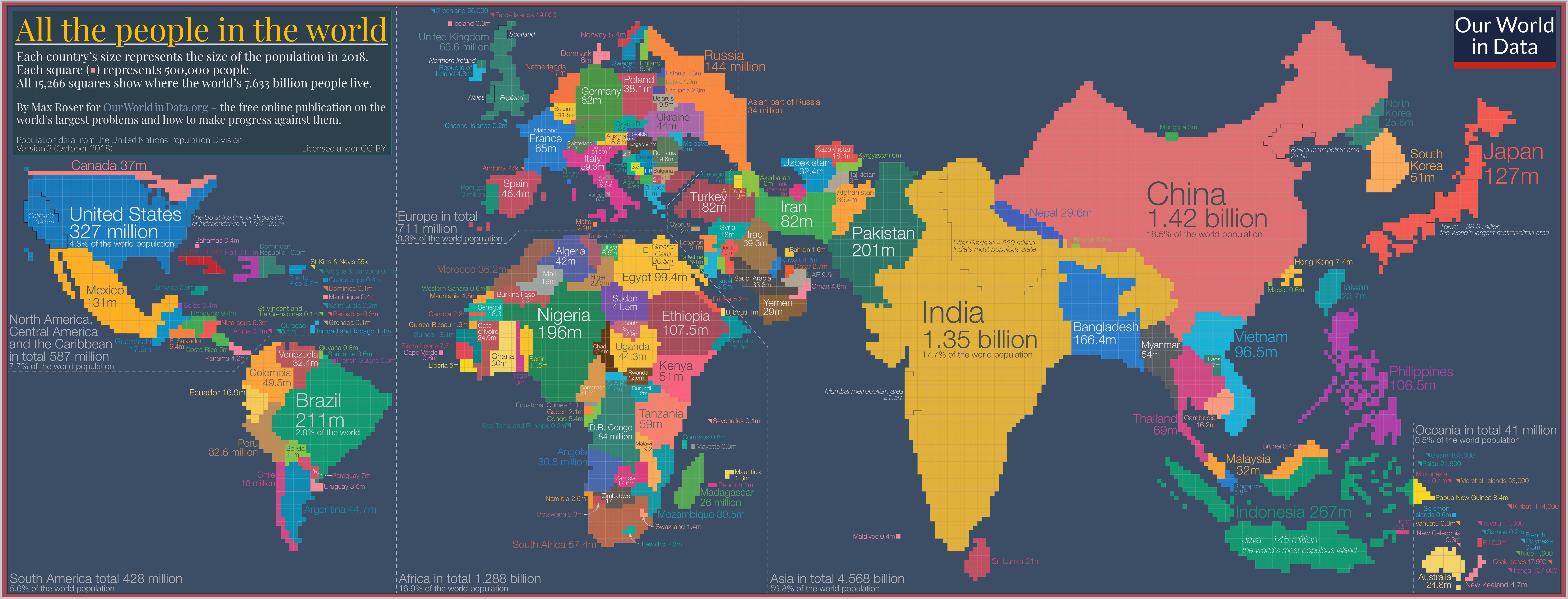
Картограмма, показывающая распределение численности населения Земли

Первой страной, в которой население достигло 100 млн, стал Китай примерно в 1470-х годах. Практически в это же время, около 1500 года и Индия достигла этой отметки. После этого две эти страны почти четыре века были единственными странами с более чем 100-миллионным населением. В конце 1870-х годов Российская империя присоединилась к группе 100-миллионных стран, впервые за долгое время пополнив их список. В 1915 году после очередного долгого перерыва Население США достигло 100 млн. В 1930 году 100 млн населения стало и в России, как части Советского Союза (полное население СССР в том же году было около 154 млн).
Новый перерыв завершился в 1967 году, когда к списку стран добавились разом Япония и Индонезия — впервые в истории человечества стран со 100-миллионным населением стало столь много — шесть. Тут же следом прибавилась Бразилия в 1972 году. Затем, после заметного перерыва, сразу четыре страны достигли 100 млн населения в 1987—1998 годах: Бангладеш, Пакистан, Нигерия и Мексика. Затем снова последовал заметный перерыв, после чего в 2015 году две страны добавились к имеющимся: Филиппины и Эфиопия. В свою же очередь, в 2019 году к данным странам прибавилась Демократическая Республика Конго (сокращённо ДРК), а в 2020 — Египет, став пятнадцатой страной по данному показателю.
| №  | Страна    | Население     | Дата достижения 100 млн населения | Дата            | % от населения Земли | Источник                 |
| -- | --------- | ------------- | --------------------------------- | --------------- | -------------------- | ------------------------ |
| 1  | Индия     | 1 472 854 000 | ~ 1503 год                        | 15 августа 2025 | 17.91%               | Счётчик                  |
| 2  | Китай     | 1 411 778 724 | ~ 1478 год                        | 1 ноября 2020   | 17.16%               | Перепись                 |
| 3  | США       | 331 449 281   | 1915 год                          | 1 апреля 2020   | 4.03%                | Перепись                 |
| 4  | Индонезия | 287 551 900   | 1967 год                          | 1 июля 2022     | 3.5%                 | Оценка                   |
| 5  | Пакистан  | 248 564 114   | 1988 год                          | 15 августа 2025 | 3.02%                | Счётчик                  |
| 6  | Нигерия   | 238 678 656   | 1992 год                          | 15 августа 2025 | 2.9%                 | Счётчик                  |
| 7  | Бразилия  | 225 294 614   | 1972 год                          | 15 августа 2025 | 2.67%                | Счётчик                  |
| 8  | Бангладеш | 181 055 863   | 1987 год                          | 15 августа 2025 | 2.2%                 | Счётчик                  |
| 9  | Россия    | 147 190 000   | 1930 год                          | 1 октября 2021  | 1.78%                | Предварительная перепись |
| 10 | Мексика   | 127 792 286   | 1998 год                          | 1 июля 2020     | 1.55%                | Оценка                   |
| 11 | Япония    | 125 950 000   | 1967 год                          | 1 марта 2020    | 1.53%                | Оценка                   |
| 12 | Эфиопия   | 124 079 000   | 2022 год                          | 1 июля 2022     | 1.51%                | Оценка                   |
| 13 | Филиппины | 116 454 830   | 2015 год                          | 15 августа 2025 | 1.42%                | Счётчик                  |
| 14 | Египет    | 115 042 200   | 2022 год                          | 15 августа 2025 | 1.4%                 | Счётчик                  |
| 15 | ДРК       | 101 780 263   | 2019 год                          | 28 августа 2020 | 1.24%                | Оценка                   |

## Прогнозы численности населения
Ожидается, что в ближайшие несколько десятилетий численность населения Земли продолжит расти; чёткого представления, когда она начнет сокращаться, пока нет. Прогноз ООН предполагает, что максимум, до которого может вырасти население планеты к 2100 году, — это 12,4 млрд человек, при этом наибольший вклад в увеличение численности внесут африканские страны к югу от Сахары. По прогнозу, сделанный в 2020 году сотрудниками исследовательского Института измерения и оценки показателей здоровья при Вашингтонском университете численность населения Земли будет расти до 2064 года и достигнет 9,7 млрд, после чего начнёт сокращаться и к 2100 году сократится до 8,8 млрд человек. Авторы этого исследования считают, что главным фактором прекращения роста населения станет повсеместное распространение женского образования и доступ к контрацептивам, особенно в Африке. При этом оба сценария предполагают, что XXI век надолго станет последним веком, когда население Земли умножалось.
| 7-8 детей 6-7 детей 5-6 детей 4-5 детей | 3-4 детей 2-3 детей 1-2 детей 0-1 детей |

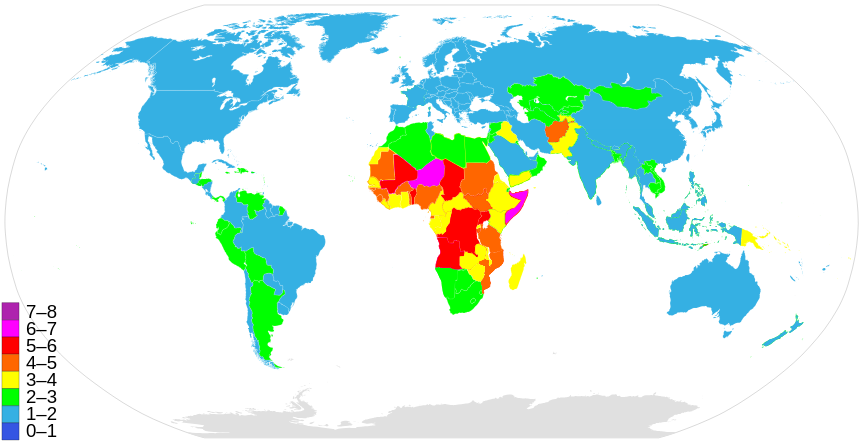
Карта стран мира по суммарному коэффициенту рождаемости по состоянию на 2020 год. Самый высокий на Земле суммарный коэффициент рождаемости наблюдается в основном в странах Африки южнее Сахары
7-8 детей
6-7 детей
5-6 детей
4-5 детей
3-4 детей
2-3 детей
1-2 детей
0-1 детей

Суммарный коэффициент рождаемости в 1950—2100 годах, прогноз ООН 2022 года

Какой размер и структуру будут иметь мировое население в конце XXI века, определит то, что произойдёт в Африке сейчас и в ближайшие десятилетия. ООН прогнозирует, что население Африки к концу XXI века составит 4,5 миллиарда человек. Вопрос о том, увеличится ли население мира до более чем 10 миллиардов человек, будет зависеть от скорости, с которой развивается Африка, особенно от того, как быстро женщины получают доступ к лучшему образованию, возможности женщин на рынке труда и насколько быстро будут происходить улучшения в области здоровья детей.
Это также существенно важно для некоторых конкретных стран: например, в Нигерии (на 2020 год 206 миллионов человек) ООН прогнозирует население 794 млн в конце XXI века. В настоящее время, по данным ООН, общий коэффициент рождаемости в Африке по-прежнему составляет 4,4 ребёнка на женщину. Потребовалось 42 года (с 1972 по 2014 год), чтобы глобальный общий коэффициент рождаемости снизился с 4,5 до 2,5 детей. ООН прогнозирует, что для Африки это займёт больше времени — 56 лет (с 2016 по 2072 год). Есть основания для оптимизма в отношении того, что Африка может развиваться быстрее, чем предполагают прогнозы ООН.
Падение смертности связано со снижением рождаемости. И здравоохранение в Африке быстро улучшается:
По состоянию на 2020 год:
- Уровень детской смертности в Африке сократился вдвое за последние два десятилетия.
- ВИЧ/СПИД по-прежнему представляет собой серьёзную угрозу, но эпидемия прошла свой пик, и уровень заболеваемости в странах Африки южнее Сахары за последние 2 десятилетия снизился на две трети.
- Малярия также резко сокращается, и ежегодное число смертей почти вдвое сократилось только за последние 15 лет.
- Образование также существенно изменилось во всей Африке: молодое поколение гораздо лучше образовано, чем старшее поколение, и доля детей, не посещающих школу, быстро падает.
- После десятилетий стагнации во многих частях Африки, экономики стран по всему континенту в настоящее время растут, а доля населения в условиях крайней нищеты в настоящее время падает.

Тем не менее, условия жизни в большинстве частей африканского континента очень плохие, и было бы слишком рано говорить о том, что изменения, которые происходят сейчас, предвещают улучшения, которые приведут к более быстрому снижению уровня рождаемости. Какая-то ясность появится только в ближайшие годы, и количество и качество образования будут иметь решающее значение. Насколько быстро замедлится рост численности населения в мире, будет зависеть от того, будут ли девочки ходить в школу, и от того, какие шансы они получат в жизни впоследствии.
Между 1950 годом и 2018 годом возрастно-половая пирамида населения Земли напоминала всё более расширяющуюся в основании пирамиду, которая была ответственна за увеличение мирового населения. Отныне ответственность за увеличение численности населения в мире заключается не в расширении основания пирамиды, а в увеличении средней части и верхушки пирамиды. Не дети становятся основной когортой в составе населения Земли, а люди в трудоспособном и пожилом возрасте. На уровне стран, когда доля детей в составе их населения является максимальной, то эти страны получают «демографический дивиденд». Демографическая структура стран изменена таким образом, что доля людей в трудоспособном возрасте увеличивается, а доля иждивенцев, детей падает по мере их взросления. При правильном использовании странами мира, демографический дивиденд может привести к быстрому росту их экономик. Те страны, которые в XX веке воспользовались демографическим дивидендом послевоенного мирового беби-бума (дав молодому и ещё бедному населению образование, создав эффективные законы, давшие возможность развиваться экономике, но при этом защищающие интересы и права работников, создав рабочие места, страны которые эффективно включили данное население в экономику), смогли продолжительное время поддерживать высокие темпы реального экономического роста и в конечном итоге смогли развить свои экономики до уровня развитых экономик (с высокой добавочной стоимостью, с высоким уровнем жизни населения и т.д). Это же в будущем смогут (при правильном управлении) сделать страны Африки. Глобальный демографический переход, в который мир вступил более века назад, подходит к концу: глобальный рост населения достиг пика в 1968 году, количество детей в мире подходит к своему пику, а женщины мира детородного возраста стареют, что приводит к замедлению роста населения Земли. Это не означает, что прокормление и поддержка всё ещё растущего населения Земли будет простым, но мир, безусловно, находится на пути к новому балансу, где не высокая смертность, а низкие показатели рождаемости сдерживают рост населения.
Один из наиболее точных прогнозов численности населения был дан английским биологом Джулианом Хаксли. В 1964 году на основе вычислений он заключил, что к 2000 году население планеты достигнет 6 млрд человек. Фонд ООН в области народонаселения объявил, что 12 октября 1999 года население Земли составило 6 млрд человек. 31 октября 2011 ООН объявила День 7 миллиардов.
Наиболее значительное сокращение населения до 2050 года прогнозируется ООН (2014) в Германии, Китае, Польше, России, Румынии, Сербии, Таиланде, Японии, Украине, а также в новых индустриальных странах Восточной, Юго-Восточной и Западной Азии. По прогнозу доцента кафедры социологии МГУ А. Б. Синельникова, депопуляция коренного населения России и неограниченный приток иностранных трудовых мигрантов из густонаселённых стран Закавказья, Средней Азии и Китая, приведут к тому, что иммигранты вместе со своими потомками составят во второй половине XXI века большинство населения России. Схожая ситуация складывается и в ряде стран Западной Европы.
Директор Института демографии НИУ-ВШЭ, Анатолий Вишневский считает, что естественная депопуляция — это положительная тенденция в мировом масштабе. Оптимальный способ сохранить в будущем стабильный уровень жизни всего населения планеты в условиях роста социального неравенства, увеличения антропогенной нагрузки на окружающую среду, а также предстоящего истощения невозобновляемых ресурсов — это постепенный возврат к численности населения Земли, которое было в середине XX века (около 2,5 млрд человек): «Это значит, что на какое-то, довольно долгое время, всё человечество должно перейти к рождаемости, которая будет ниже уровня простого замещения поколений».
По расчётам разработчика математической модели роста населения Земли, С. П. Капицы, около 2135 г. наступит стабилизация населения мира при общей численности в 12—14 млрд человек. По оценкам ООН, стабилизация наступит около 2100 года при численности населения в 11 млрд. Указанная численность населения, при сохранении текущих темпов потребления природных ресурсов, по мнению Анатолия Вишневского, может привести к исчерпанию невозобновляемых ресурсов, в итоге чего человечество к 2100 г. может быть поставлено на грань выживания, с обвальным падением численности до 2—3 млрд.
По оценке учёных из Вашингтонского университета, сделанной в июле 2020 года, население Земли в 2100 году составит 8,8 миллиарда человек.

### Прогнозы ООН
Прогноз ООН 2024 года, опубликованный 11 июля, по сравнению с прогнозом 2022 года пересмотрел общий прирост населения Земли к 2100 году в сторону понижения с 10 349 323 038 чел. до 10 180 161 000 чел., и содержит следующие положения:
- Согласно оценке на 1 июля 2024 года население Земли составляет 8 161 973 000 чел., в том числе в Азии — 4 806 898 000 чел., в Африке — 1 515 141 000 чел, в Латинской Америке и Карибском бассейне — 663 466 000 чел, в Европе — 745 084 000 чел, в Северной Америке — 385 295 000 чел., в Австралии и Океании — 46 089 000 чел.
- Ожидается, что население Земли вырастет до 9 миллиардов к 2037 году и до 10 миллиардов к 2061 году. В дальнейшем будет наблюдаться значительное снижение темпов роста населения. Если в 1963 году прирост населения Земли составил 2,28 %, то к 2024 году он снизился до 0,86 %, и, как ожидается к 2065 году уменьшится до 0,2 %, а в 2074 году — до 0,1 %.
- Прогнозируется, что в целом население планеты будет расти до 2084 года и достигнет 10 289 315 000 человек, причём прирост этот будет обеспечиваться в основном странами Африки южнее Сахары. Население этих стран увеличится с 1 243 010 000 чел. в 2024 году до 2 093 622 000 чел. к 2050 году и до 3 351 459 000 чел. к 2100 году.
- Согласно прогнозу, в 2100 году в мире будет проживать 10 180 161 000 чел., в том числе в Азии — 4 612 668 000 чел, в Африке — 3 813 884 000 чел., в Латинской Америке и Карибском бассейне — 613 447 000 чел, в Европе — 592 251 000 чел., в Северной Америке — 474 966 000 чел., в Австралии и Океании — 72 946 000 чел. Таким образом, прогноз ООН 2024 года уже второй прогноз (после прогноза 2022 года) который предсказывает начало сокращения населения Земли в XXI веке в сравнении с более ранними прогнозами (в прогнозах 2015 и 2019 годов предполагалось, что население Земли будет расти в течение всего XXI века).
- Причинами снижения темпов роста и перехода к снижению населения Земли являются урбанизация, старение населения планеты и снижение рождаемости. На 1 июля 1950 году медианный возраст населения Земли (делящий население на две равные части — младше и старше данного возраста) составлял 22,2 года, а на 1 июля 2024 году увеличился до 30,6 лет, а к 1 июля 2100 года, как ожидается, он достигнет отметки в 42,1 года. Как ожидается, к 1 июля 2100 года население будет наиболее старым в таких странах как Албания (медианный возраст — 57,6 года), Южная Корея (59,9 лет), Китай (60,7 лет), а наиболее молодым — в Нигерии (34,3 лет) и Чаде (31,7 года). В России по прогнозу медианный возраст увеличиться с 39,9 лет на 1 июля 2024 года до 45 лет к 1 июля 2100 года. Прогнозируется, что доля пожилых людей старше 65 лет в мировом населении увеличится с 9,8 % в 2022 году до 16,5 % в 2050 году и 24 % в 2100 году. При этом доля детей до 15 лет уменьшится с 25 % в 2022 году до 16,5 % в 2100 году.
- Среднемировой суммарный коэффициент рождаемости в мире будет постепенно снижаться в течение XXI века: если в 1963 году он составлял 5,31 рождений на женщину и уменьшился до уровня 2,25 рождений на женщину в 2024 году, то в дальнейшем по прогнозу он снизится до: 2,10 рождений на женщину в 2050 году и 1,84 рождений на женщину в 2100 году. Ожидается, что в конце XXI века рождаемость выше уровня простого воспроизводства населения сохранится только в Вануату в Полинезии и 7 странах Африки южнее Сахары — Нигере, Бенине, Кот-д'Ивуаре, Того, Майотте, Сенегале и Чаде. В 2100 году в Африке родятся 48,02 % (52 837 000 чел. от 110 028 000 чел.) от всех детей, рождённых во всём мире.
- В прогнозе отмечается, что уже по состоянию на 2024 год две трети мирового населения проживают в странах, в которых суммарный коэффициент рождаемости ниже 2,1 рождений на женщину (то есть ниже уровня воспроизводства населения). В Европе, Северной Америке, Азии, Латинской Америке и Карибском бассейне коэффициент рождаемости упал ниже 2 рождений на женщину (в среднем по каждому из этих регионов). Население Азии, Латинской Америки и Карибского бассейна, однако, продолжит расти ещё некоторое время по инерции, в связи с, в среднем, ещё относительно молодым населением.
- Согласно прогнозу население Азии пройдёт максимальное значение в 2054 г. (5 288 308 000 чел), а население Латинской Америки и Карибского бассейна — в 2056 г. (730 775 000 чел). После прохождения пиковых значений население этих регионов начнёт сокращаться. Для Азии, Латинской Америки и Карибского бассейна, а также Африки в течение XXI века прогнозируется большое отрицательное сальдо миграции (-124 699 000 чел. для Азии, −67 810 000 чел. для Африки, −19 262 000 чел. для Латинской Америки и Карибского бассейна и −211 771 000 чел. за 2024—2100 годы для этих регионов вместе взятых).
- Ожидается, что население Северной Америки, а также Австралии и Океании будет расти в течение всего XXI века, в том числе, за счёт положительного сальдо миграции (за 2024—2100 годы сальдо миграции составит 98 359 000 чел. для США, 20 917 000 чел. для Канады и 13 852 000 чел. для Австралии, Новой Зеландии и Океании). Прогнозируется, что в Северной Америке миграция станет главной причиной роста населения, а естественный прирост в этом регионе уйдёт в область отрицательных величин с 2040 года.
- Прогнозируется, что население Европы продолжит сокращаться и к концу XXI века составит 592 251 000 чел., несмотря на то, что в этом регионе убыль населения, из-за его старения и снижения рождаемости будет частично компенсироваться положительным сальдо миграции (78 708 000 чел. за 2024—2100 годы). В частности для России по прогнозам сальдо миграции за 2024—2100 годы составит 22 505 000 чел. за 2024—2100 годы, а отрицательное сальдо миграции прогнозируется только в 2024 году −178 000 чел. и 2025 году −252 000 чел.
- Прогнозируется, что между 2024 и 2050 годами население 61 страны уменьшится на 1 % или более. Среди стран с населением не менее полумиллиона человек наибольшая убыль населения (свыше 20 % до 2050 года) предполагается в части посткоммунистических стран Европы — в Литве, Латвии, Украине, Болгарии, Сербии и т. д.
- Более половины прогнозируемого прироста населения мира до 2050 года будет сосредоточено всего в восьми странах: Демократическая Республика Конго, Египет, Эфиопия, Индия, Нигерия, Пакистан, Ангола и Танзания.
- Крупнейшими по населению странами в течение XXI века останутся Индия и Китай. Население Индии и Китая на 1 июля 2024 год составило, соответственно, 1 450 936 000 чел. и 1 419 321 000 чел. Прогнозируется, что население Китая продолжит сокращаться и к концу XXI века составит 633 368 000 чел., а население Индии будет расти до 2061 года, когда оно достигнет 1 701 284 000 чел., но затем также начнёт сокращаться (до 1 505 252 000 чел. к 2100 году). Ожидается, что кроме Индии и Китая в первой десятке стран по населению в 2100 году также будут Пакистан (511 001 000 чел.), Нигерия (476 748 000 чел.), Демократическая Республика Конго (430 709 000 чел.), США (421 279 000 чел.), Эфиопия (367 290 000 чел.), Индонезия (295 511 000 чел.), Танзания (262 835 000 чел.) и Бангладеш (208 597 000 чел.). Прогнозируется, что население России сократится с 144 820 000 чел. на 1 июля 2024 года до 126 387 000 чел. к 2100 году (убыль населения свыше 13 %), останется крупнейшей по населению страной Европы, но займёт лишь 17-е место в мировом рейтинге.

### Прогноз Вашингтонского университета
По данным прогноза Вашингтонского университета опубликованного в медицинском журнале «The Lancet» 14 июля 2020 года, население мира, достигнет пика в 2064 году и составит около 9,73 миллиарда, а затем уменьшится до 8,79 миллиарда к 2100 году, что на 2 миллиарда меньше, чем прогноз ООН 2019 года. Разница в цифрах между прогнозами ООН и Вашингтонского университета в значительной степени зависит от уровня рождаемости. Уровень воспроизводства населения (2,1 рождений на одну женщину), необходимого для поддержания численности населения на одном уровне. Прогноз ООН предполагает, что в странах с низкой рождаемостью на сегодняшний момент суммарный коэффициент рождаемости со временем вырастет до 1,8 ребёнка на женщину. Однако данные прогноза Вашингтонского университета показывают, что по мере того, как женщины становятся более образованными и получают доступ к услугам в области репродуктивного здоровья, они в среднем предпочитают иметь менее 1,5 детей, что как следствие ускоряет снижение рождаемости и замедляет рост населения, а затем и ускоряет его снижение. Прогнозируется, что глобальный СКР будет неуклонно снижаться с 2,37 в 2017 году до 1,66 в 2100 году, что намного ниже уровня воспроизводства населения (2,1 рождений на одну женщину), необходимого для поддержания численности населения на одном уровне. Даже незначительные изменения СКР приводят к большим различиям в численности населения между странами мира: увеличение мирового СКР всего на 0,1 рождения на женщину эквивалентно увеличению примерно на 500 миллионов человек населения на планете Земля к 2100 году. Страны в которых прогнозируется сильное снижение рождаемости к 2100 году, это в значительной степени страны которые сейчас имеют очень высокую рождаемость, в основном это страны Африки южнее Сахары, где показатели впервые упадут ниже уровня воспроизводства населения — с 4,6 рождений на женщину в 2017 году до 1,7 к 2100 году. В Нигере, где коэффициент фертильности был самым высоким в мире в 2017 году — женщины рожали в среднем 7 детей — прогнозируется, что к 2100 году этот показатель снизится до 1,8.
По прогнозам к 2050 году в 151 стране, а к 2100 году уже в 183 из 195 стран мира, рождаемость упадёт ниже уровня воспроизводства населения (2,1 рождения на одну женщину), необходимого для поддержания численности населения на одном уровне. Это означает, что в этих странах население будет сокращаться, если низкая рождаемость не будет компенсироваться иммиграцией. Многие из стран с наиболее быстро снижающимся населением будут находиться в Азии, а также в Центральной и Восточной Европе. Ожидается, что численность населения к 2100 году сократится как минимум наполовину в 23 странах мира, включая Японию (примерно со 128 миллионов человек в 2017 году до 60 миллионов в 2100 году), Таиланд (с 71 до 35 миллионов), Испанию (с 46 до 23 миллионов), Италию (с 61 до 31 миллиона), Португалию (с 11 до 5 миллионов) и Южную Корею (с 53 до 27 миллионов). Ожидается, что ещё в 34 странах произойдёт сокращение населения от 25 до 50 %, включая Китай. Население Китая сократится с 1,4 миллиарда человек в 2017 году до 732 миллионов в 2100 году. Тем временем население стран Африки южнее Сахары вырастет втрое с примерно 1,03 миллиарда в 2017 году до 3,07 миллиарда в 2100 году, по мере снижения смертности и увеличения числа женщин, вступающих в репродуктивный возраст. При этом только население одной Нигерии вырастет до 791 миллиона к 2100 году, что сделает её второй по населению страной в мире после Индии, где тогда будет проживать 1,09 миллиарда человек. Население Северной Африки и Ближнего Востока вырастет с 600 миллионов в 2017 году до 978 миллионов в 2100 году. Эти прогнозы предполагают лучшие условия для окружающей среды с меньшим давлением на системы производства продуктов питания и более низкими выбросами углерода, а также значительное увеличение экономически активного населения некоторых частей Африки к югу от Сахары. Однако в большинстве стран мира за пределами Африки будет наблюдаться сокращение рабочей силы и перевёрнутая пирамида населения, что будет иметь серьёзные долгосрочные негативные последствия для их экономик. В прогнозе сделан вывод, что для стран с высоким уровнем доходов и с низкой рождаемостью лучшими решениями для поддержания численности населения и экономического роста будут гибкая иммиграционная политика и социальная поддержка семей, которые хотят детей. Однако перед лицом сокращения численности населения существует реальная опасность того, что некоторые страны могут рассмотреть политику, ограничивающую доступ к услугам в области репродуктивного здоровья, с потенциально разрушительными последствиями. Совершенно необходимо, чтобы свобода и права женщин стояли на первом месте в повестке дня каждого правительства в области развития. Системы социальных услуг и здравоохранения необходимо будет перестроить, чтобы приспособить их к работе с гораздо большим количеством пожилых людей.
Согласно прогнозу, по мере снижения рождаемости и увеличения продолжительности жизни во всём мире количество детей в возрасте до 5 лет, по прогнозам, сократится на 41 % с 681 миллиона в 2017 году до 401 миллиона в 2100 году. К тому времени 2,37 миллиарда человек, то есть более четверти мирового населения, будет старше 65 лет и только 1,70 миллиарда человек моложе 20 лет. Число тех, кому за 80 лет, вырастет в шесть раз, с примерно 140 миллионов сегодня до 866 миллионов к концу XXI века. Аналогичным образом, глобальное соотношение людей старше 80 лет на каждого человека в возрасте 15 лет и младше, по прогнозам, вырастет с 0,16 в 2017 году до 1,50 в 2100 году. Кроме того, глобальное соотношение неработающих взрослых к работающим составляло около 0,8 в 2017 году, но, по прогнозам, увеличится до 1,16 в 2100 году, если участие в рабочей силе по возрасту и полу не изменится. Резкое сокращение численности и доли населения трудоспособного возраста также создаст огромные проблемы для многих стран мира. Экономикам стран будет сложнее расти с меньшим количеством рабочих и налогоплательщиков, а также создавать богатство, увеличивать расходы на социальную поддержку и медицинское обслуживание пожилых людей. Например, число людей трудоспособного возраста в Китае резко сократится с 950 миллионов в 2017 году до 357 миллионов в 2100 (сокращение на 62 %). Прогнозируется, что спад в Индии будет менее резким — с 762 до 578 миллионов. Напротив, страны Африки южнее Сахары, вероятно, будут иметь самую молодую и соответственно самую экономически активную рабочую силу на планете Земля. В Нигерии, например, экономически активная рабочая сила увеличится с 86 миллионов в 2017 году до 458 миллионов в 2100 году, что, при правильном управлении, будет способствовать быстрому экономическому росту Нигерии, и повышению уровня жизни его населения.
Эти «тектонические» сдвиги также изменят иерархию с точки зрения экономического влияния. По прогнозу, к 2050 году ВВП Китая превысит ВВП Соединённых Штатов, но к 2100 году он вернётся на второе место, так как ожидается, что США вернут себе первое место к 2098 году, если иммиграция продолжит поддерживать рост рабочей силы США. ВВП Индии вырастет и займёт третье место, а Франция, Германия, Япония и Великобритания останутся в числе 10 крупнейших экономик мира. По прогнозам, Бразилия опустится в рейтинге с 8-го на 13-е, а Россия — с 10-го на 14-е место. Тем временем Италия и Испания опустятся в рейтинге с 15-го на 25-е и 28-е места соответственно. Индонезия может стать 12-й по величине экономикой в мире, в то время как Нигерия, которая в настоящее время занимает 28-е место, по прогнозам, войдёт в первую десятку стран мира по ВВП.
По данным прогноза также предполагается, что сокращение численности населения может быть компенсировано иммиграцией, поскольку страны, которые продвигают либеральную иммиграцию, могут лучше поддерживать размер своего населения и поддерживать экономический рост даже в условиях снижения уровня рождаемости. По данным прогноза, некоторые страны с рождаемостью ниже уровня воспроизводства населения, такие как США, Австралия и Канада, вероятно, сохранят своё экономически активное население трудоспособного возраста за счёт чистой иммиграции. Хотя в прогнозе отмечается, что существует значительная неопределённость в отношении этих будущих тенденций. Авторы прогноза отмечают некоторые важные ограничения, в том числе то, что, хотя в исследовании используются наилучшие доступные данные, прогнозы ограничиваются количеством и качеством данных за прошлые эпохи. Они также отмечают, что прошлые тенденции не всегда позволяют предсказать, что произойдёт в будущем, и что некоторые факторы, не включённые в модель, могут изменить темпы рождаемости, смертности или миграции. Например, пандемия COVID-19 затронула местные и национальные системы здравоохранения по всему миру и вызвала множество смертей. Однако авторы прогноза полагают, что увеличение количества смертей, вызванных пандемией, вряд ли существенно повлияет на долгосрочные тенденции прогнозирования численности населения мира. В конечном итоге, если прогноз окажется хотя бы наполовину точным, миграция со временем станет необходимостью для всех стран мира, а не вариантом. Так, как распределение населения трудоспособного возраста будет иметь решающее значение для того, будет ли человечество процветать или увядать.

### Рост населения по регионам мира

Карта стран мира по темпу роста населения в процентах с учётом рождаемости, смертности, иммиграции и эмиграции в 2018 году. Самый высокий темп роста населения Земли наблюдается в основном в странах Африки южнее Сахары

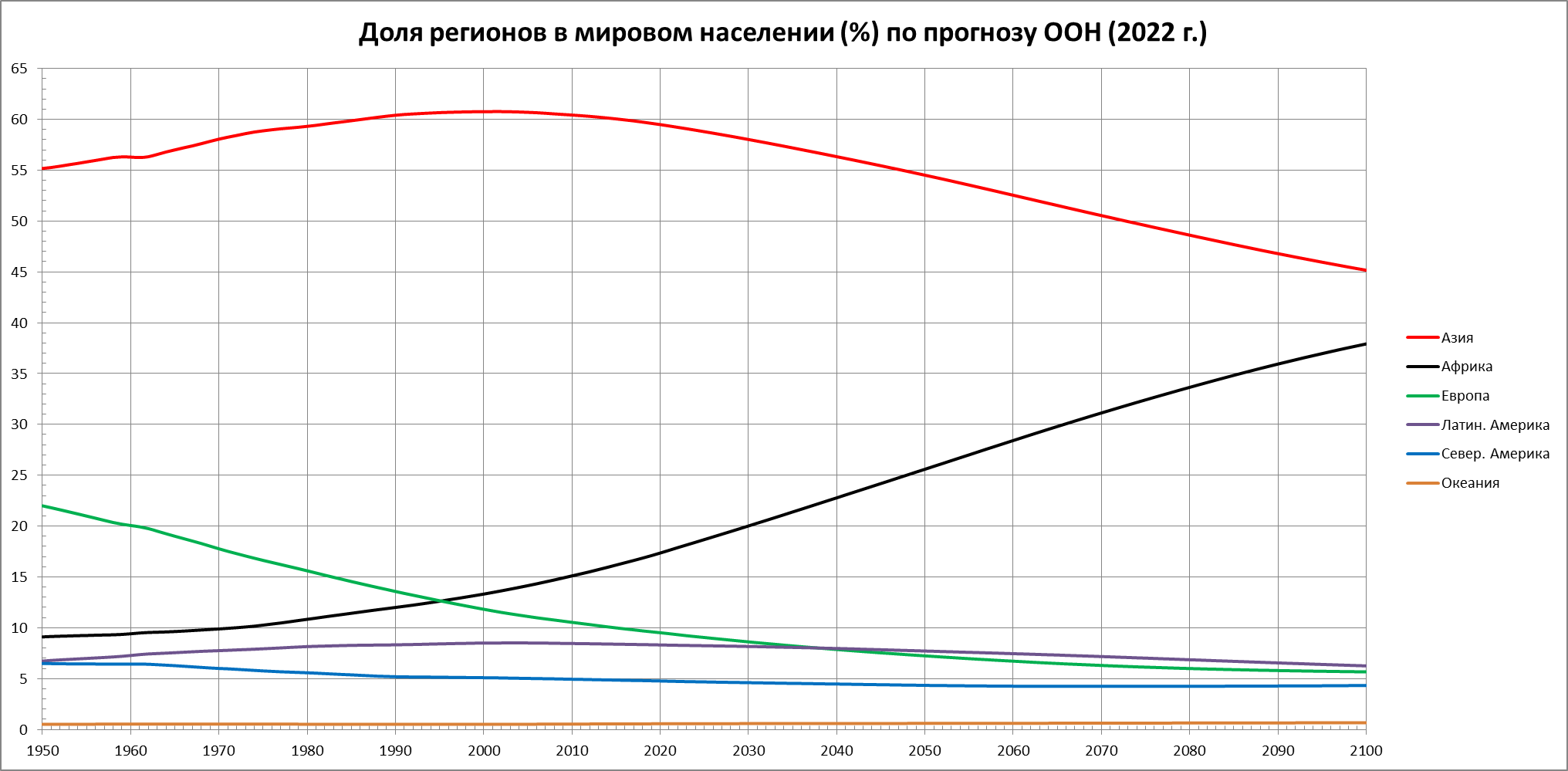
Изменение доли регионов в мировом населении в 1950—2100 годах согласно прогнозу ООН 2022 года

ООН прогнозирует, что рост населения мира значительно замедлится в течение XXI века, приблизившись к своему пиковому значению в 10,9 миллиарда к 2100 году. На 2018 год население Африки составляет около 1,3 миллиарда человек (чуть более 17 % населения мира); к 2100 году прогнозируется увеличение более чем в три раза до 4,3 миллиарда человек (рост до 40 % населения мира). За последние 50 лет в Азии наблюдался быстрый рост населения. На 2018 год население Азии составляет около 4,6 миллиарда человек (почти 60 % населения мира), к 2050 году ожидается рост населения Азии до 5,3 миллиарда человек, но затем произойдёт падение числа населения, и к 2100 году население Азии, по прогнозам, сократится почти до уровня 2018 года (чуть более 40 %). Ожидается, что к 2100 году 8 из 10 человек в мире будут жить в Азии или Африке. Согласно прогнозам, численность населения Северной, Центральной и Южной Америки, а также Океании также возрастёт в XXI веке, но этот рост будет гораздо более скромным по сравнению с ростом в Африке. Европа — единственный регион, где ожидается сокращение населения — на 2018 год население Европы составляет около 747 миллионов человек; к 2100 году прогнозируется падение до 630 миллионов. Эти изменения принесут новые возможности и проблемы, например, ожидается, что в последующие десятилетия крайняя нищета будет всё более концентрироваться в Африке.

### Будущее население по странам

Карта стран мира по годовому чистому приросту населения в 2016 году

Китай долгое время был самой густонаселённой страной в мире: в 1750 году его население составляло 225 миллионов человек, то есть около 28 % населения мира. К 2016 году население Китая превышало 1,4 миллиарда человек. Но Китай по населению в первой половине 2023 года обогнала Индия, как и прогнозировал отдел народонаселения ООН, и стала самой густонаселённой страной в мире. Стремительно снижающийся общий коэффициент рождаемости в Индии — в среднем с 6 до 2,4 рождений на одну женщину — означает, что рост населения значительно сократился за последние несколько десятилетий. Ожидается, что в конце 2050-х годов она достигнет «пика своего населения» — около 1,7 миллиарда человек, а затем население Индии медленно начнёт уменьшаться.

## Рождаемость и смертность
Население мира быстро росло, особенно за последнее столетие: в 1900 году на планете Земля жило менее 2 миллиардов человек; на 2019 год население Земли составляло 7,7 миллиардов человек. Изменение численности населения мира определяется двумя показателями: числом рождённых детей и числом умерших людей. В 2015 году было около 141 миллиона рождений — на 44 миллиона больше, чем в 1950 году. В 2015 году умерло около 57 миллионов человек. Таким образом, население мира увеличилось на 84 миллиона в 2015 году (на 1,14). По мере того, как число смертей приближается к числу рождений, глобальный рост населения завершается. Демографические прогнозы показывают, что в ближайшие десятилетия ежегодное число рождений останется на уровне около 140 миллионов в год. Затем ожидается постепенное снижение во второй половине века. Ожидается, что по мере старения населения мира ежегодное число смертей будет увеличиваться в ближайшие десятилетия, пока к концу XXI века не станет равным числу рождений. Поскольку ожидается, что число рождений будет медленно сокращаться, а число смертей будет расти, темпы роста населения в мире будут продолжать снижаться.
По мере старения населения Земли постепенно растёт и уровень смертности. В мире как в развитых, так и в развивающихся странах, где уже завершился демографический переход наблюдается чаще всего, но не всегда, низкий уровень смертности, но постепенно растущий, вследствие высокой и всё более нарастающей доли пожилых людей в обществе, вследствие, чаще всего, но не всегда большой/длинной средней продолжительностью жизни, низкого или отрицательного естественного прироста населения и отсутствия сильной, постоянной и всё более растущей, по мере старения населения, компенсирующей иммиграции из других стран притормаживающей данные процессы.
Самый низкий общий коэффициент смертности на 2024 наблюдается в странах, где чрезвычайно молодое население, очень высокий удельный вес в населении трудовых мигрантов, высокий уровень здравоохранения, предельно низкий уровень потребления алкоголя и очень высокий уровень ВВП на душу населения.
Пятнадцать стран с самым высоким и самым низким общим коэффициентом рождаемости, согласно оценкам всемирной книги фактов ЦРУ на 2024 год, следующие:

| Рейтинг | Страна                           | Самые высокие показатели рождаемости (2024) (рождений в год/1000 человек) |
| ------- | -------------------------------- | ------------------------------------------------------------------------- |
| 1       | Нигер                            | 46,6                                                                      |
| 2       | Ангола                           | 41,1                                                                      |
| 3       | Мали                             | 40,0                                                                      |
| 4       | Бенин                            | 40,3                                                                      |
| 5       | Уганда                           | 39,6                                                                      |
| 6       | Чад                              | 39,2                                                                      |
| 7       | Демократическая Республика Конго | 39,2                                                                      |
| 8       | Сомали                           | 37,7                                                                      |
| 9       | Мозамбик                         | 36,5                                                                      |
| 10      | Южный Судан                      | 36,4                                                                      |
| 11      | Гвинея-Бисау                     | 36,0                                                                      |
| 12      | Гвинея                           | 35,3                                                                      |
| 13      | Камерун                          | 34,7                                                                      |
| 14      | Бурунди                          | 34,6                                                                      |
| 15      | Афганистан                       | 34,2                                                                      |

| Рейтинг | Страна               | Самые низкие показатели рождаемости (2024) (рождений в год/1000 человек) |
| ------- | -------------------- | ------------------------------------------------------------------------ |
| 1       | Монако               | 6,5                                                                      |
| 2       | Андорра              | 6,9                                                                      |
| 3       | Япония               | 6,9                                                                      |
| 4       | Южная Корея          | 7,0                                                                      |
| 5       | Италия               | 7,1                                                                      |
| 6       | Испания              | 7,1                                                                      |
| 7       | Китайская Республика | 7,3                                                                      |
| 8       | Греция               | 7,4                                                                      |
| 9       | Гонконг              | 7,6                                                                      |
| 10      | Болгария             | 7,9                                                                      |
| 11      | Португалия           | 8,0                                                                      |
| 12      | Словения             | 8,0                                                                      |
| 13      | Эстония              | 8,2                                                                      |
| 14      | Босния и Герцеговина | 8,2                                                                      |
| 15      | Беларусь             | 8,3                                                                      |

Пятнадцать стран с самым высоким и самым низким общим коэффициентом смертности, согласно оценкам всемирной книги фактов ЦРУ на 2024 год, следующие:

| Рейтинг | Страна   | Самые высокие показатели смертности (2024) (смертей в год/1000 человек) |
| ------- | -------- | ----------------------------------------------------------------------- |
| 1       | Литва    | 15,2                                                                    |
| 2       | Сербия   | 14,9                                                                    |
| 3       | Латвия   | 14,7                                                                    |
| 4       | Румыния  | 14,6                                                                    |
| 5       | Венгрия  | 14,5                                                                    |
| 6       | Болгария | 14,2                                                                    |
| 7       | Молдова  | 14,2                                                                    |
| 8       | Россия   | 14,0                                                                    |
| 9       | Беларусь | 13,3                                                                    |
| 10      | Грузия   | 13,3                                                                    |
| 11      | Эстония  | 13,2                                                                    |
| 12      | Хорватия | 13,1                                                                    |
| 13      | Польша   | 12,2                                                                    |
| 14      | Германия | 12,0                                                                    |
| 15      | Греция   | 12,0                                                                    |

| Рейтинг | Страна                        | Самые низкие показатели смертности (2024) (смертность в год/1000 человек) |
| ------- | ----------------------------- | ------------------------------------------------------------------------- |
| 1       | Катар                         | 1,4                                                                       |
| 2       | ОАЭ                           | 1,7                                                                       |
| 3       | Кувейт                        | 2,3                                                                       |
| 4       | Бахрейн                       | 2,8                                                                       |
| 5       | Оман                          | 3,2                                                                       |
| 6       | Государство Палестина         | 3,3                                                                       |
| 7       | Иордания                      | 3,5                                                                       |
| 8       | Ливия                         | 3,5                                                                       |
| 9       | Саудовская Аравия             | 3,5                                                                       |
| 10      | Ирак                          | 3,9                                                                       |
| 11      | Соломоновы Острова            | 3,9                                                                       |
| 12      | Бруней                        | 3,9                                                                       |
| 13      | Федеративные Штаты Микронезии | 4,2                                                                       |
| 14      | Мальдивы                      | 4,3                                                                       |
| 15      | Египет                        | 4,3                                                                       |

## Возрастная структура населения

Карта медианного возраста (от и до) в разных странах по состоянию на 2018 год. Самое молодое население Земли в основном сосредоточенно в странах Африки южнее Сахары

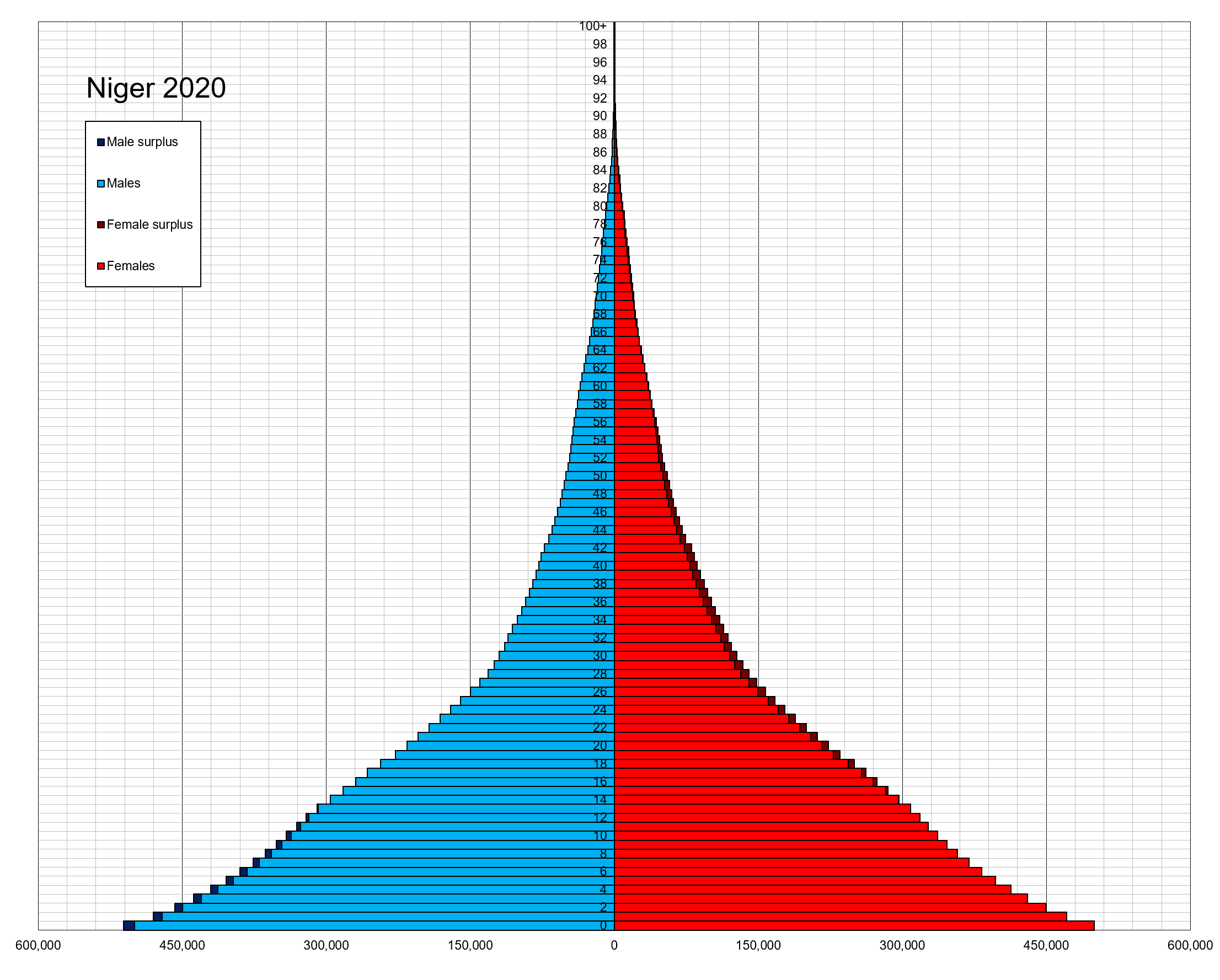
Возрастно-половая пирамида населения Нигера в 2020 году

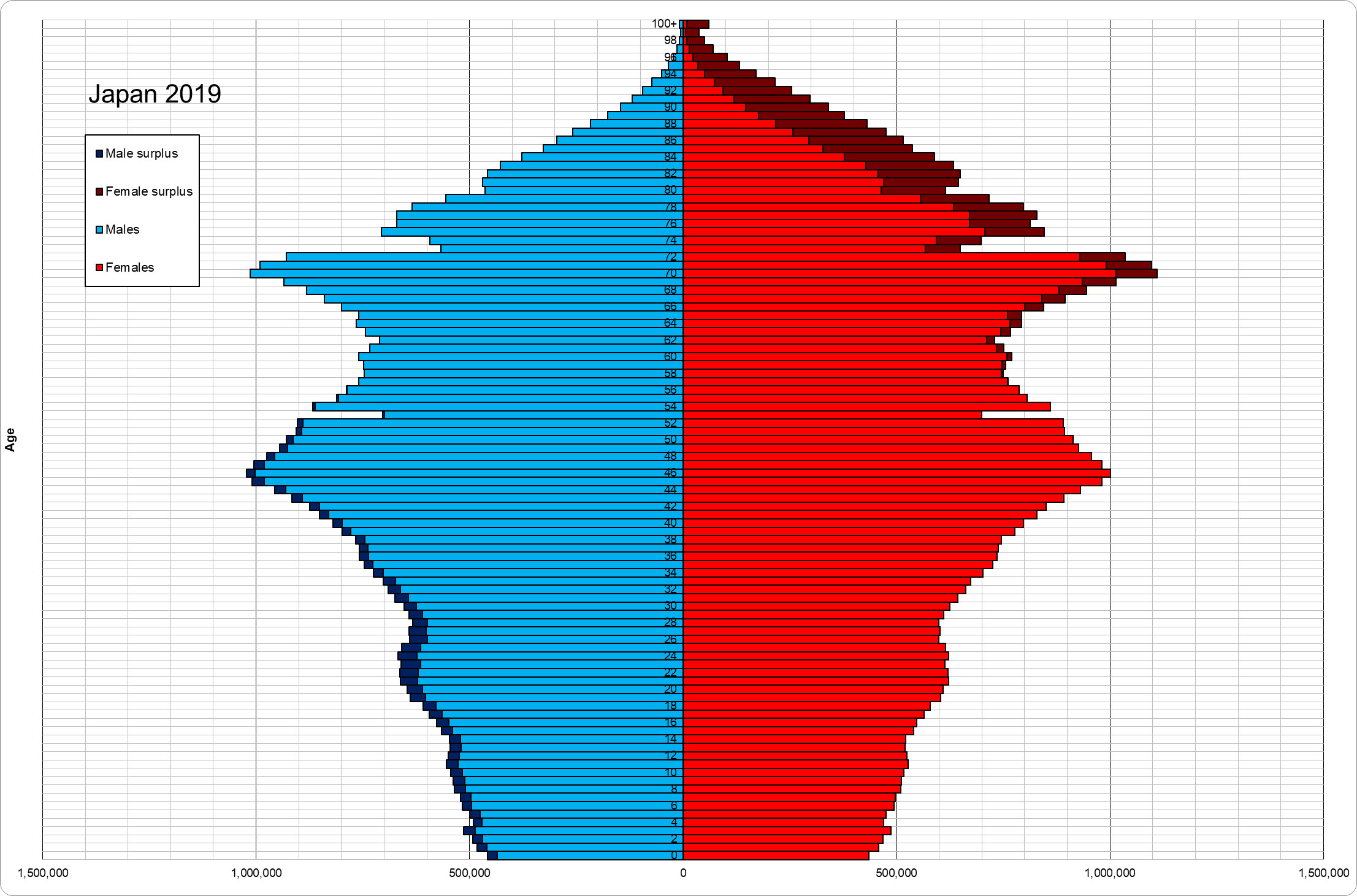
Возрастно-половая пирамида населения Японии в 2019 году. Японская нация — самая престарелая нация в мире

В 1950 году на планете жило 2,5 миллиарда человек. В 2019 году на Земле проживало 7,7 миллиарда человек. К концу XXI века ООН ожидает, что население мира составит 11,2 миллиарда человек. Возрастно-половая пирамида населения Земли визуализирует демографическую структуру населения. Два фактора, ответственные за форму пирамиды в 1950 году: растущее число рождений и большое количество детей в структуре населения Земли расширяли основание пирамиды, но постоянно высокий риск смерти на протяжении всей жизни постепенно её сужал к вершине пирамиды. Было много новорождённых по отношению к числу людей в более старшем возрасте. Сужение пирамиды чуть выше основания свидетельствует о том, в 1950 году 1 из 5 детей умерли до достижения пятилетнего возраста. В возрастно-половых пирамидах, построенных по данным за последующие десятилетия, явно видно, как когорта людей старшего возраста постепенно увеличивалась по отношению к детям. В возрастно-половой пирамиде за 2018 год видно, что сужение над основанием пирамиды гораздо менее сильно, чем в 1950 году; уровень детской смертности снизился с 1 из 5 в 1950 году до менее 1 из 20 в 2018 году.
Сравнивая 1950 и 2018 годы, мы видим, что число рождённых детей увеличилось — с 97 миллионов в 1950 году до 143 миллионов в 2018 году, и что в то же время снизилась смертность детей. Сравнивая основание пирамиды за 2018 год с прогнозом на 2100 год, можно сделать вывод, что ближайшие десятилетия не будут напоминать прошлое: согласно прогнозу ООН, в конце XXI века будет рождено меньше детей, чем в 1990 году. По прогнозам ООН основание возрастно-половой пирамиды за 2100 году будет у́же чем в 1990 году. Земля находится на переломном этапе мировой истории народонаселения. Между 1950 годом и 2018 годом, расширение основания пирамиды — увеличение числа детей — было причиной увеличения населения мира. Отныне это не расширение основания возрастно-половой пирамиды, а «пополнение» населения над её основанием: до 2100 года число детей едва увеличится, а затем начнёт уменьшаться, а число людей трудоспособного возраста и преклонного возраста возрастёт очень существенно. Поскольку здоровье населения мира улучшается, а смертность падает, ожидается, что живущие сегодня люди будут жить дольше, чем любое поколение до них.
В 1950 году на каждого ребёнка в возрасте до 15 лет приходилось 1,8 человека трудоспособного возраста (от 15 до 64 лет); сегодня их 2,5; и к концу XXI века будет 3,4. Более богатые страны извлекли выгоду из демографического дивиденда во время демографического перехода в последние десятилетия и в настоящее время сталкиваются с демографической проблемой растущей доли пенсионеров, которые не вносят свой вклад в рынок труда. В ближайшие десятилетия, более бедные и с большой долей детей в структуре населения страны, при мудрой политике, также смогут развиться до уровня развитых стран, извлекая выгоду из демографического дивиденда в виде высокого экономического роста стран. Изменение с 1950 года по 2018 год и прогнозы до 2100 года показывают, что население мира становится здоровее. Когда вершина пирамиды становится шире, она перестаёт выглядеть, как вершина пирамиды, а вместо этого становится более прямоугольной, так как более молодое население живёт с очень низким риском смерти и доживает до глубокой старости. Демографическая структура здорового населения на заключительном этапе демографического перехода — это возрастно-половая пирамида в форме «луковицы», которую по прогнозу ООН будет иметь возрастно-половая пирамида мира за 2100 год.

## Плотность населения
Средняя плотность населения Земли по состоянию на 2023 год равна 58 человек на км², 54 человек на км² с учётом Антарктиды. Люди неодинаково распределены по полушариям планеты. В основном они проживают в Северном (90 %) и Восточном (85 %) полушариях планеты. Плотность населения сильно, до десятков раз отличается между материками. Ещё сильнее различия в плотности населения между разными странами мира.